# Gilles Bernier (Nouveau-Brunswick)
Pour les articles homonymes, voir Gilles Bernier et Bernier.
Gilles Bernier, né le 6 août 1955 est un homme d'affaires et homme politique canadien du Nouveau-Brunswick.
Il représente la circonscription fédérale néo-brunswickoise de Tobique—Mactaquac à la Chambre des communes en tant que député progressiste-conservateur de 1997 à 2000.
Durant son mandat, il est critique progressiste-conservateur en matière de Travaux publics et de Services gouvernementaux en 1998, ainsi qu'il siège au comité permanent de la Chambre des communes en matière de Ressources naturelles et d'Opérations gouvernementales.